# Max von Sydow
Max von Sydow (AFI: [mɑks fɔn ˈsy̌ːdɔv]), pseudonimo di Carl Adolf von Sydow (Lund, 10 aprile 1929 – Seillans, 8 marzo 2020), è stato un attore svedese naturalizzato francese.
Von Sydow è apparso in oltre un centinaio di film e programmi televisivi. Fu candidato due volte al Premio Oscar, come miglior attore protagonista per Pelle alla conquista del mondo nel 1989 e come miglior attore non protagonista per Molto forte, incredibilmente vicino nel 2012. Ricevette la Royal Foundation of Sweden's Cultural Award nel 1954, e fu nominato Commandeur des Arts et des Lettres nel 2005. Nel 2012 fu nominato Cavaliere della Legion d'onore.

## Biografia
Nacque a Lund, in una famiglia benestante; suo padre, Carl Wilhelm, era un etnologo e professore all'Università di Lund, mentre sua madre, Maria Margareta "Greta", la baronessa Rappe, era una maestra. I suoi antenati provenivano dalla Pomerania, sotto il dominio svedese dal 1630 al 1815. Di religione luterana, in seguito divenne agnostico. Frequentò, a partire dall'età di nove anni, la "Lund Cathedral School", dove imparò il tedesco e l'inglese. Durante tale periodo frequentò una compagnia teatrale amatoriale. Studiò al Royal Dramatic Theatre di Stoccolma, dal 1948 al 1951 assieme a Jan-Olof Strandberg, Allan Ekborg, Margaretha Krook, Ingrid Thulin, Yvonne Lombard e Jan Malmsjö.
Fu impiegato al teatro municipale di Norrköping-Linköping dal 1951 al 1953. Recitò nei teatri di Skåne e di Malmö, dove incontrò il suo mentore Ingmar Bergman, recitando in opere come Peer Gynt, Misanthrope, Värmlänningarna, Sagan e Faust. Nel 1958 fu insignito del premio Thaliapriset. Il suo primo ruolo importante nel cinema risale al 1957 con Il settimo sigillo di Ingmar Bergman, capolavoro dove interpreta un cavaliere crociato impegnato in una fatale partita a scacchi con la Morte. Interprete feticcio di Ingmar Bergman, fu diretto dal maestro svedese in ben 14 pellicole.
Tra i suoi ruoli più rilevanti quelli in Come in uno specchio (1961), La più grande storia mai raccontata (1965), Quiller Memorandum (1966), Karl e Kristina (1972), L'esorcista (1973), I tre giorni del Condor (1975), Flash Gordon (1980), Mai dire mai (1983), Molto forte, incredibilmente vicino (2012), che gli fece guadagnare la sua seconda candidatura ai premi Oscar e Star Wars - Il risveglio della Forza (2015). In Italia restano importanti le sue apparizioni per la regia di Francesco Rosi (Cadaveri eccellenti) e di Valerio Zurlini (Il deserto dei Tartari), entrambi girati nel 1976. Nel 2016 von Sydow si unì al cast della serie televisiva Il Trono di Spade della HBO, interpretando il ruolo del Corvo a tre occhi, ruolo per il quale ricevette una candidatura ai Premi Emmy.

## Vita privata
Fu sposato con l'attrice Christina Olin dal 1951 al 1979 ed ha avuto due figli: Clas S. (attore) e Henrik (produttore cinematografico). Nel 1997 si sposò in Provenza con la produttrice francese Catherine Brelet ed ebbe altri due figli: Cedric e Yvan. Nel 2002, in seguito al matrimonio, l'attore ottenne la cittadinanza francese e si trasferì a Parigi.

## Filmografia

### Attore

#### Cinema

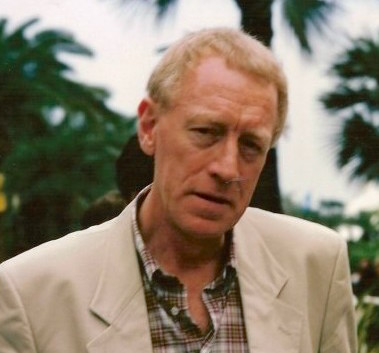
Max von Sydow al Festival di Cannes 1990

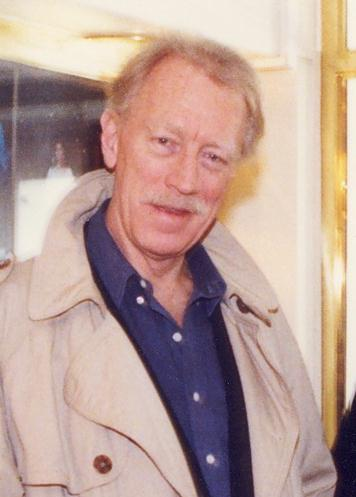
Max von Sydow a Stoccolma nel 1992

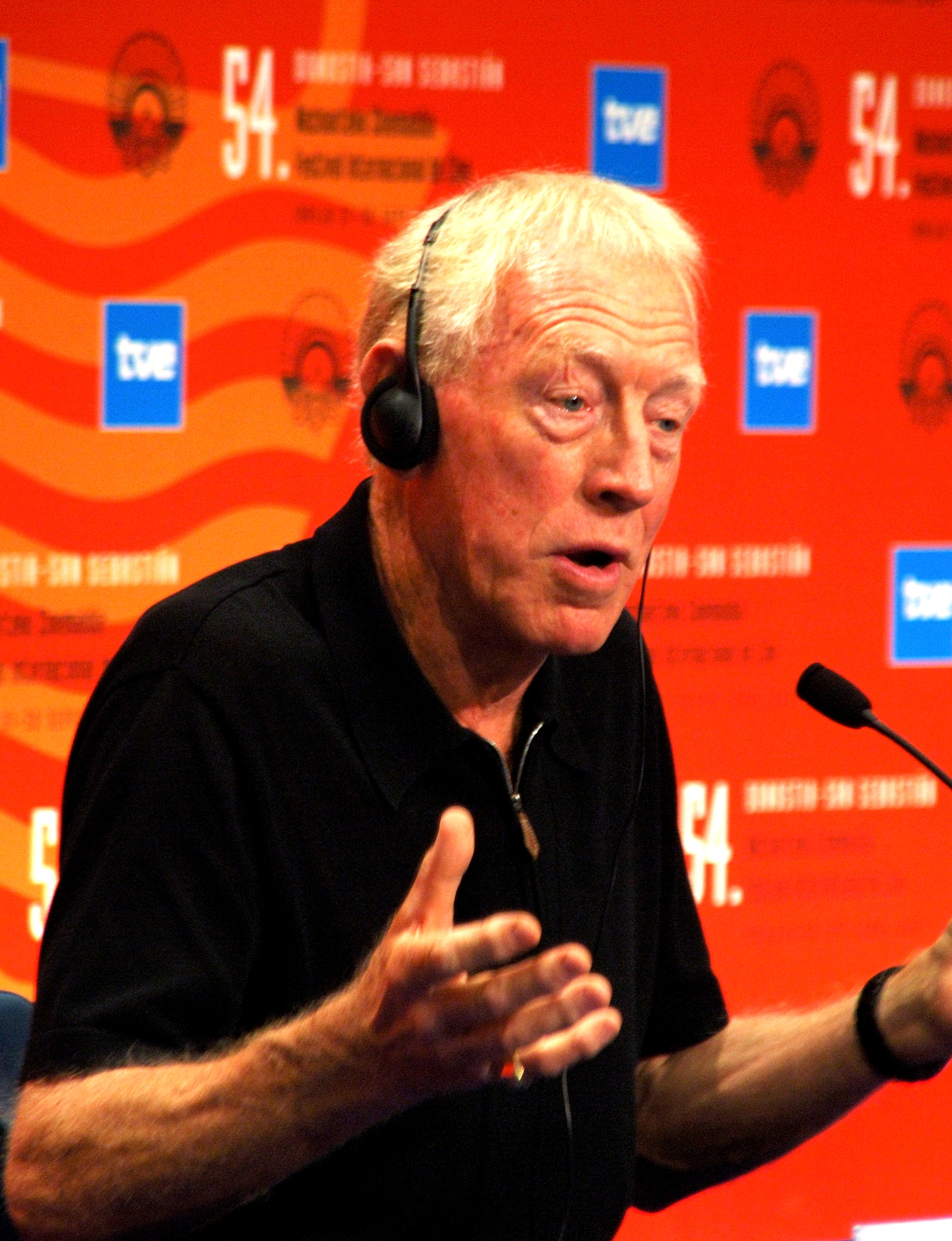
Max von Sydow nel 2006 al Festival internazionale del cinema di San Sebastián

- Solo una madre (Bara en mor), regia di Alf Sjöberg (1949)
- La notte del piacere (Fröken Julie), regia di Alf Sjöberg (1951)
- Ingen mans kvinna, regia di Lars-Eric Kjellgren (1953)
- Rätten att älska, regia di Mimi Pollak (1956)
- Il settimo sigillo (Det sjunde inseglet), regia di Ingmar Bergman (1957)
- Prästen i Uddarbo, regia di Kenne Fant (1957)
- Il posto delle fragole (Smultronstället), regia di Ingmar Bergman (1957)
- Alle soglie della vita (Nära livet), regia di Ingmar Bergman (1958)
- Spion 503, regia di Jørn Jeppesen (1958)
- Il volto (Ansiktet), regia di Ingmar Bergman (1958)
- La fontana della vergine (Jungfrukällan), regia di Ingmar Bergman (1960)
- Bröllopsdagen, regia di Kenne Fant (1960)
- Come in uno specchio (Såsom i en spegel), regia di Ingmar Bergman (1961)
- Nils Holgerssons underbara resa, regia di Kenne Fant (1962)
- L'amante (Älskarinnan), regia di Vilgot Sjöman (1962)
- Luci d'inverno (Nattvardsgästerna), regia di Ingmar Bergman (1963)
- La più grande storia mai raccontata (The Greatest Story Ever Told), regia di George Stevens (1965)
- Uppehåll i myrlandet, regia di Jan Troell – cortometraggio (1965)
- 4x4, di registi vari (1965)
- La taglia (The Reward), regia di Serge Bourguignon (1965)
- Hawaii, regia di George Roy Hill (1966)
- Quiller Memorandum, regia di Michael Anderson (1966)
- Questa è la tua vita (Här har du ditt liv), regia di Jan Troell (1966)
- L'ora del lupo (Vargtimmen), regia di Ingmar Bergman (1968)
- Le calde palme di Rio (Svarta palmkronor), regia di Lars-Magnus Lindgren (1968)
- La vergogna (Skammen), regia di Ingmar Bergman (1968)
- Made in Sweden, regia di Johan Bergenstråhle (1969)
- Passione (En Passion), regia di Ingmar Bergman (1969)
- Lettera al Kremlino (The Kremlin Letter), regia di John Huston (1970)
- L'assassino arriva sempre alle 10 (The Night Visitor), regia di László Benedek (1970)
- Karl e Kristina (Utvandrarna), regia di Jan Troell (1971)
- L'adultera (Beröringen), regia di Ingmar Bergman (1971)
- Äppelkriget, regia di Tage Danielsson (1971)
- La nuova terra (Nybyggarna), regia di Jan Troell (1972)
- L'esorcista (The Exorcist), regia di William Friedkin (1973)
- Il lupo della steppa (Steppenwolf), regia di Fred Haines (1974)
- Ägget är löst! En hårdkokt saga, regia di Hans Alfredson (1975)
- Trompe l'oeil, regia di Claude d'Anna (1975)
- I tre giorni del Condor (Three Days of the Condor), regia di Sydney Pollack (1975)
- Gli avventurieri del pianeta Terra (The Ultimate Warrior), regia di Robert Clouse (1975)
- Cuore di cane, regia di Alberto Lattuada (1976)
- Cadaveri eccellenti, regia di Francesco Rosi (1976)
- Foxtrot, regia di Arturo Ripstein (1976)
- Il deserto dei Tartari, regia di Valerio Zurlini (1976)
- La nave dei dannati (Voyage of the Damned), regia di Stuart Rosenberg (1976)
- L'esorcista II - L'eretico (Exorcist II: The Heretic), regia di John Boorman (1977)
- La bandera - Marcia o muori (March or Die ), regia di Dick Richards (1977)
- Gran bollito, regia di Mauro Bolognini (1977)
- Obiettivo "Brass" (Brass Target), regia di John Hough (1978)
- Uragano (Hurricane), regia di Jan Troell (1979)
- Bugie bianche (Venetian lies), regia di Stefano Rolla (1979)
- La morte in diretta (La mort en direct), regia di Bertrand Tavernier (1980)
- Flash Gordon, regia di Mike Hodges (1980)
- Fuga per la vittoria (Victory), regia di John Huston (1981)
- Conan il barbaro (Conan the Barbarian), regia di John Milius (1982)
- Il volo dell'aquila (Ingenjör Andrées luftfärd), regia di Jan Troell (1982)
- Jugando con la muerte, regia di José Antonio de la Loma (1982)
- Il morso del ragno (Le cercle des passions), regia di Claude d'Anna (1983)
- La strana voglia (The Adventures of Bob & Doug McKenzie: Strange Brew), regia di Rick Moranis e Dave Thomas (1983)
- Mai dire mai (Never Say Never Again), regia di Irvin Kershner (1983)
- I pirati dello spazio (The Ice Pirates), regia di Stewart Raffill (1984) - cameo non accreditato
- Dreamscape - Fuga nell'incubo (Dreamscape), regia di Joseph Ruben (1984)
- Dune, regia di David Lynch (1984)
- Nome in codice: Smeraldo (Code Name: Emerald), regia di Jonathan Sanger (1985)
- Il pentito, regia di Pasquale Squitieri (1985)
- The Fascination, regia di Serge Bourguignon (1985)
- Hannah e le sue sorelle (Hanna and Her Sisters), regia di Woody Allen (1986)
- Oviri, regia di Henning Carlsen (1986)
- Duet for One, regia di Andrey Konchalovskiy (1986)
- La seconda vittoria (The Second Victory), regia di  Gerald Thomas (1987)
- Pelle alla conquista del mondo (Pelle Erobreren), regia di Bille August (1987)
- Mio caro dottor Gräsler, regia di Roberto Faenza (1990)
- Cellini - Una vita scellerata (Una vita scellerata), regia di Giacomo Battiato (1990)
- Father, regia di John Power (1990)
- Risvegli (Awakenings), regia di Penny Marshall (1990)
- Un bacio prima di morire (A Kiss Before Dying), regia di James Dearden (1991)
- Europa, regia di Lars von Trier (1991) - narratore
- Fino alla fine del mondo (Bis an Ende der Welt), regia di Wim Wenders (1991)
- Il bue (Oxen), regia di Sven Nykvist (1991)
- Con le migliori intenzioni (Den Goda Viljan), regia di Bille August (1992)
- Il tocco della mano (Dotknięcie ręki), regia di Krzysztof Zanussi (1992)
- Morfars resa, regia di Staffan Lamm (1993)
- Cose preziose (Needful Things), regia di Fraser Clarke Heston (1993)
- Time Is Money, regia di Paolo Barzman (1994)
- Dredd - La legge sono io (Judge Dredd), regia di Danny Cannon (1995)
- Lumière and Company, di registi vari – documentario (1995) - non accreditato
- Hamsun, regia di Jan Troell (1996)
- Jerusalem, regia di Bille August (1996)
- Truck Stop, regia di Michael Muschner (1996)
- Al di là dei sogni (What Dreams May Come), regia di Vincent Ward (1998)
- La neve cade sui cedri (Snow Falling on Cedars), regia di Scott Hicks (1999)
- Non ho sonno, regia di Dario Argento (2001)
- Druids - La rivolta (Vecingetorix), regia di Jacques Dorfmann (2001)
- Intacto, regia di Juan Carlos Fresnadillo (2001)
- Minority Report, regia di Steven Spielberg (2002)
- Gli amanti di Mogador (Les amants de Mogador), regia di Souheil Ben-Barka (2002)
- Maial Zombie - Anche i morti lo fanno (Die Nacht der lebenden Loser), regia di Matthias Dinter (2005) - cameo non accreditato
- Heidi, regia di Paul Marcus (2005)
- Lo scafandro e la farfalla (Le scaphandre et le Papillon), regia di Julian Schnabel (2007)
- Rush Hour - Missione Parigi (Rush Hour 3), regia di Brett Ratner (2007)
- Emotional Arithmetic, regia di Paolo Barzman (2007)
- Un uomo e il suo cane (Un homme et son chien), regia di Francis Huster (2008)
- Solomon Kane, regia di M. J. Bassett (2009)
- Oscar e la dama in rosa (Oscar et la dame rose), regia di Éric-Emmanuel Schmitt (2009)
- Wolfman, regia di Joe Johnston (2010) - cameo non accreditato
- Shutter Island, regia di Martin Scorsese (2010)
- Robin Hood, regia di Ridley Scott (2010)
- Molto forte, incredibilmente vicino (Extremely Loud and Incredibly Close), regia di Stephen Daldry (2011)
- Il marchio di sangue (Branded), regia di Jamie Bradshaw e Aleksandr Dulerayn (2012)
- Dragons: Real Myths and Unreal Creatures, regia di Marc Fafard - cortrometraggio (2013)
- Le lettere di Madre Teresa (The Letters), regia di William Riead (2014)
- Star Wars - Il risveglio della Forza (Star Wars: The Force Awakens), regia di J. J. Abrams (2015)
- Les Premiers, les Derniers, regia di Bouli Lanners (2016)
- Kursk, regia di Thomas Vinterberg (2018)
- Kalavryta 1943, regia di Nicholas Dimitropoulos (2021)

#### Televisione
- Herr Sleeman kommer, regia di Ingmar Bergman – film TV (1957)
- Rabies, regia di Ingmar Bergman – film TV (1958)
- Il diario di Anna Frank, regia di Alex Segal – film TV (1967)
- I själva verket är det alltid något annat som händer, regia di Erland Josephson – film TV (1971)
- I havsbandet – miniserie TV (1971) - narratore
- NET Playhouse – serie TV, 1 episodio (1972)
- Kvartetten som sprängdes – miniserie TV (1973)
- Samson and Delilah, regia di Lee Philips – film TV (1984)
- Le dernier civil – serie TV, 2 episodi (1985)
- Kojak - Assassino a piede libero (Kojak: The Belarus File), regia di Robert Markowitz – film TV (1985)
- Quo vadis?, regia di Franco Rossi – miniserie TV (1985)
- Cristoforo Colombo, regia di Alberto Lattuada – miniserie TV (1985)
- La corsa al Polo (The Last Place on Earth) – miniserie TV (1985)
- Gösta Berlings saga – miniserie TV (1986)
- Familjen Schedblad – serie TV, 1 episodio (1988)
- Complotto al Cremlino (Red King, White Knight), regia di Geoff Murphy – film TV (1989)
- Hiroshima - Inferno di cenere (Hiroshima: Out of the Ashes), regia di Peter Werner – film TV (1990)
- Con le migliori intenzioni (Den goda viljan) – miniserie TV (1991)
- Och ge oss skuggorna, regia di Björn Melander – film TV (1993)
- Le avventure del giovane Indiana Jones (The Young Indiana Jones Chronicles) – serie TV, episodio 2x09 (1993)
- A che punto è la notte, regia di Nanni Loy – miniserie TV (1994)
- Onkel Vanja, regia di Björn Melander – film TV (1994)
- La marcia di Radetzky (Radetzkymarsch), regia di Gernot Roll & Axel Corti – miniserie TV (1994)
- Cittadino X (Citizen X), regia di Chris Gerolmo – film TV (1995)
- Conversazioni private (Enskilda Samtal), regia di Liv Ullmann – film TV (1996)
- Minaccia nell'Atlantico (Hostile Waters), regia di David Drudy – film TV (1997)
- La principessa e il povero, regia di Lamberto Bava – film TV (1997)
- Salomone, regia di Roger Young – miniserie TV (1997) - narratore
- Professione fantasma – serie TV, 11 episodi (1997)
- Il processo di Norimberga (Nuremberg), regia di Yves Simoneau – miniserie TV (2000)
- La fuga degli innocenti, regia di Leone Pompucci – film TV (2004)
- La saga dei Nibelunghi (Ring of the Nibelungs), regia di Uli Edel – film TV (2004)
- L'inchiesta, regia di Giulio Base – miniserie TV (2006)
- I Tudors (The Tudors) – serie TV, 4 episodi (2009)
- Il Trono di Spade (Game of Thrones) – serie TV, 3 episodi (2016)

### Doppiatore
- She Dances Alone, regia di Robert Dornhelm (1981)
- The Soldier's Tale, regia di R.O. Blechman e Christian Blackwood (1984)
- Ghostbusters II - Acchiappafantasmi II (Ghostbusters II), regia di Ivan Reitman (1989) - non accreditato
- Carl Jung: Wisdom of the Dream – documentario (1989)
- Atlanten, regia di Magnus Enquist, Kristian Petri e Jan Röed – documentario (1995)
- Dypets ensomhet, regia di Thomas Lien e Joachim Solum – cortometraggio (1995) - versione in lingua inglese
- Capture - Meet Robert A. Robinson Photographer, regia di Dan Young – cortometraggio (1995)
- En frusen dröm, regia di Jan Troell – documentario (1997)
- Ghostbusters: Il videogioco (Ghostbusters: The Video Game) - videogioco (2010)
- Muumi ja punainen pyrstötähti, regia di Maria Lindberg (2010) - narratore nella versione in lingua francese
- The Last Norwegian Troll, regia di Pjotr Sapegin – cortometraggio (2010)
- The Elder Scrolls V: Skyrim - videogioco (2011)
- I Simpson – serie TV, episodio 25x15 (2014)
- LEGO Star Wars: Il risveglio della Forza (Lego Star Wars: The Force Awakens) - videogioco (2016)

### Regista
- Katinka - Storia romantica di un amore impossibile (Ved vejen) (1988)

## Riconoscimenti parziali
- Premio Oscar
  - 1989 – Candidatura al miglior attore per Pelle alla conquista del mondo
  - 2012 – Candidatura al miglior attore non protagonista per Molto forte, incredibilmente vicino

- Guldbagge
  - 1988 – Miglior attore per Pelle alla conquista del mondo
  - 1989 – Miglior regista per Katinka - Storia romantica di un amore impossibile
  - 1997 – Miglior attore per Hamsun

## Doppiatori italiani
Nelle versioni in italiano delle opere in cui ha recitato, Max von Sydow è stato doppiato da:
- Giuseppe Rinaldi in Alle soglie della vita, Il volto, La fontana della vergine, Come in uno specchio, La più grande storia mai raccontata, I tre giorni del Condor, Obiettivo "Brass", La morte in diretta, Dune, Pelle alla conquista del mondo, Un bacio prima di morire
- Sergio Graziani ne L'ora del lupo, La vergogna, Passione, L'adultera, Gli avventurieri del pianeta Terra, Il pentito, Quo vadis?, Dredd - La legge sono io, Salomone, La saga dei Nibelunghi[3]
- Gianni Musy ne La principessa e il povero, La neve cade sui cedri, Intacto, Minority Report, Wolfman, Shutter Island, Robin Hood
- Michele Kalamera ne La nuova terra, La nave dei dannati, Mio caro dottor Gräsler, Al di là dei sogni, Heidi
- Luciano De Ambrosis in Rush Hour - Missione Parigi, Un uomo e il suo cane, Star Wars - Il risveglio della Forza, Kursk
- Walter Maestosi in Kojak - Assassino a piede libero, Le avventure del giovane Indiana Jones, Non ho sonno, Druids - La rivolta
- Cesare Barbetti in Luci d'inverno, Risvegli, L'inchiesta
- Alberto Lionello in Cuore di cane, Cadaveri eccellenti, Cristoforo Colombo
- Sergio Rossi ne La bandera - Marcia o muori, Fuga per la vittoria, Mai dire mai
- Nando Gazzolo in Hawaii, Lettera al Kremlino
- Massimo Foschi ne Il deserto dei Tartari, Bugie bianche
- Pietro Biondi in Dreamscape - Fuga nell'incubo, Hannah e le sue sorelle
- Sergio Fiorentini in Cellini - Una vita scellerata, Fino alla fine del mondo
- Omero Antonutti in Cittadino X, Lo scafandro e la farfalla
- Renato Mori ne I Tudors, Solomon Kane
- Dario Penne in Karl e Kristina
- Emilio Cigoli ne Il settimo sigillo
- Nino Pavese ne Il posto delle fragole
- Giancarlo Sbragia ne L'esorcista[4]
- Giorgio Piazza ne L'esorcista II - L'eretico
- Sergio Fantoni in Uragano
- Vittorio Di Prima in Flash Gordon
- Marcello Tusco in Conan il barbaro
- Giancarlo Maestri in Con le migliori intenzioni
- Franco Zucca in Cose preziose
- Carlo Valli in A che punto è la notte
- Luciano Melani in Conversazioni private
- Bruno Alessandro in Professione fantasma
- Romano Malaspina ne Il processo di Norimberga
- Renato Cortesi ne Il Trono di Spade
- Sandro Iovino ne Le lettere di Madre Teresa
- Cesare Ferrario ne Il lupo della steppa (ridoppiaggio)[5]

Da doppiatore è sostituito da:
- Renato Turi in Ghostbusters II - Acchiappafantasmi II
- Alessandro Budroni ne I Simpson
- Michele Kalamera in Europa
- Massimiliano Lotti in The Elder Scrolls V: Skyrim
- Luciano De Ambrosis in LEGO Star Wars: Il risveglio della Forza